# Tyson (film 1995)
Tyson è un film per la televisione del 1995 diretto da Uli Edel e interpretato da Michael Jai White e George C. Scott. Il film ripercorre in forma romanzata la vita dell'ex pugile Mike Tyson.